# Hotaru
Hotaru es un personaje ficticio en la serie de juegos de lucha Mortal Kombat. Hizo su primera aparición en Mortal Kombat: Deception como uno de los aliados de Onaga.

## Biografía ficticia
El nombre Hotaru (ホタル?) en japonés significa luciérnaga. Esto se refleja en que su armadura tenga el aspecto del exoesqueleto de un insecto. Sus ataques especiales evocan el resplandor y la energía de una luciérnaga durante el vuelo. Hotaru es un héroe del Reino del Orden y se dedica a preservar la ley y el orden a cualquier precio. Tanto, que él podría ser descrito como un defensor.
Hotaru se aventuró en el Mundo Exterior para enfrentarse a los ejércitos de Shao Khan y de los tarkatanos. Años después, esos mismos ejércitos, fueron dirigidas por Onaga. Creyendo que Onaga sería el nuevo Emperador que colocaría orden en el universo, Hotaru decide ayudar a Onaga y ataca a aquellos que se le opongan.

## Recepción
Hotaru ocupó el puesto 43 en la lista de UGO de 2012 de los 50 mejores personajes de Mortal Kombat. Den of Geek, que lo clasificó en el puesto 60 en su calificación de 2015 de los 73 personajes de la serie, comentó que "el orden tiende a ser más aburrido [en comparación con el caos], pero Hotaru tiene suficiente factor genial". Robert Workman de GamePlayBook calificó a Hotaru en el décimo lugar en su selección de los peores personajes de la serie por usar lava como arma y "robar" la patada de bicicleta de Liu Kang para uno de sus movimientos especiales.

## Apariciones de Hotaru
- Mortal Kombat: Deception
- Mortal Kombat Unchained
- Mortal Kombat: Armageddon